# 結之杜中央停留場
結之杜中央停留場（日语：／ Yuinomori-chūō teiryūjō */?）是隸屬於宇都宮輕軌的鐵路車站，座落於栃木縣宇都宮市，車站編號為14。

## 月台配置
位於結之杜社區內的三個車站均採用千鳥式側式月台設計，出入口採用無障礙斜度。並採用標準化的簡易車站模式，設有兩個長約30米、全上蓋式及透明背板的側式月台，月台上各自裝設了供現金客利用的整理劵機及可摺式候車座椅。
| 月台 | 路線              | 方向 | 目的地                  | 備註 |
| ---- | ----------------- | ---- | ----------------------- | ---- |
| 1    | ■宇都宮芳賀輕軌線 | 下行 | 芳賀·高根澤工業團地方向 |      |
| 2    | ■宇都宮芳賀輕軌線 | 上行 | 平石、宇都宮站東口方向  |      |

## 歷史
- 2021年4月23日：公佈站名[3]。
- 2023年8月26日：正式營運[1][2]。

## 相鄰車站
宇都宮輕軌
■宇都宮芳賀輕軌線
快速（下行）、普通
結之杜西 (13) — 結之杜中央 (14) — 結之杜東 (15)

## 外部連結
- 宇都宮輕軌結之杜中央停留場網頁 （页面存档备份，存于）